# Luigi Caroli
Luigi Caroli (Bergamo, 1834 – Siberia, 8 giugno 1865) è stato un patriota e militare italiano.

## Biografia
Luigi Caroli, conosciuto anche come Gigio, era figlio del benestante Ludovico, commerciante in seta, e Anna Benedetta Cattaneo. Grazie alla buona situazione economica della famiglia poté fin da giovanissimo visitare alcune capitali europee. Essendo un buon cavallerizzo si arruolò nel reggimento di cavalleria Piemonte Reale. Combatté nelle battaglie contro gli austriaci di Magenta e di Solferino diventando tenente dei cavalleggeri di Saluzzo. Il suo forte spirito patriottico lo portò a devolvere parte delle sue ricchezze per fornire l'esercito e gli ospedali di medicine e quanto serviva ai soldati feriti.

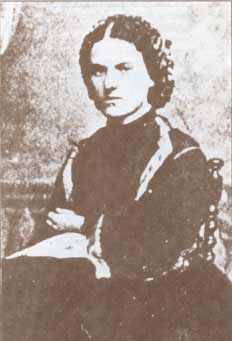
Giuseppina Raimondi

### Giuseppina Raimondi
La storia sentimentale con la diciottenne marchesina Giuseppina Raimondi condizionò non poco la sua vita compreso quella militare. Risulta infatti che il generale Giuseppe Garibaldi avendo incontrato la giovane a Fino Mornasco s'innamorò e incaricò il marchese Giulio Raimondi a chiederla in sposa. Contemporaneamente la Raimondi incontrò il giovane ufficiale Caroli a Milano e i due si unirono sentimentalmente. La giovane aveva avuto un rapporto sentimentale precedente anche con il maggiore Rovelli. Se la ragazza inizialmente si mostrò piuttosto fredda con Garibaldi poi acconsentì alle nozze, forse spinta anche dalla famiglia. Il matrimonio con il generale fu fissato il 24 gennaio 1860, ma il giorno medesimo delle nozze, dopo la cerimonia, il Caroli gli inviò una lettera nella quale dichiarava che la Raimondi attendeva da lui un bambino. Garibaldi non fece altro che abbandonare e ripudiare la neo sposa. La fanciulla partorì poi un figlio che nacque morto: difficile stabilire chi fosse il padre, se il Caroli o il Rovelli o il Garibaldi stesso. Secondo una confidenza inserita in una missiva del 1860, che farà il generale a Francesco Crispi, si desume che a informarlo non fu Caroli ma il maggiore Rovelli. Il giovane fu oggetto di condanna pubblica tanto da dover fuggire in Svizzera con la giovane per poi fare ritorno in Italia allontanando la ragazza.
Luigi Caroli pagò in modo grave l'episodio con la pubblica esecrazione e, venendo emarginato, gli fu impedita anche la partecipazione alla spedizione dei Mille e alla spedizione in Aspromonte. Fu Francesco Nullo a reintegrarlo tra i garibaldini offrendogli di partecipare alla spedizione in Polonia, e il Caroli accettò mettendosi a sua completa disposizione.

### Spedizione in Polonia
(Luigi Caroli I preparativi della spedizione in Polonia)
L'insurrezione del gennaio 1863 in Polonia contro l'Impero russo suscitò grande interesse in tutta l'Europa, diventando oggetto di incontri e anche di raccolta di fondi a favore della causa polacca, a seguito delle prime vittorie degli insorti polacchi. In particolare, dopo le notizie positive che arrivavano da Varsavia, in Italia fu il colonnello Francesco Nullo a seguire l'invito lanciato da Garibaldi il 15 febbraio:  "Non abbandonate la Polonia - tutti i popoli d'Europa hanno il dovere di aiutare questa infelice nazione, che prova al mondo ciò che può la disperazione". Francesco Nullo quindi progettò una spedizione sul territorio polacco con una trentina di garibaldini che dovevano sostenere a Cracovia gli insorti. 
Caroli approvò il progetto accettando l'incarico anche per riuscire a riconquistare la fiducia dei garibaldini. Fu proprio lui a finanziare l'impresa e ad accogliere nella propria abitazione le riunioni e i consigli dei garibaldini, anche se dopo la sconfitta di Marian Langiewicz, che si rifugiò in terra austriaca, si temette di dover sospendere la missione. Ma la rivolta riprese e quando alcuni garibaldini compreso il Nullo vollero partire, furono bloccati dal governo di Torino con la confisca dei passaporti. Fu dopo la richiesta diretta presso il Parlamento da parte di Francesco Nullo a riottenere i documenti e i permessi di espatrio, che la missione poté avere inizio. Luigi Caroli prima di partire scrisse una sola riga di testamento dove dichiarava di lasciare ogni suo bene al fratello Bernardo.
I volontari, tra i quali vi era Caroli, partirono tra il 10 e il 25 aprile 1863. Malgrado fosse stato fermato a Peschiera sul lago di Garda, alla frontiera austriaca, Caroli riuscì a raggiungere Vienna e poi Cracovia il 27 aprile. Mentre il Nullo aveva già contattato il comitato polacco che lo aveva posto al comando di un corpo militare, dove oltre i volontari italiani vi erano 500 volontari polacchi e 70 francesi. Fu contattato anche da Ludwik Mierosławski che voleva i garibaldini tra i suoi soldati, cosa che non fu accolta da Francesco Nullo.

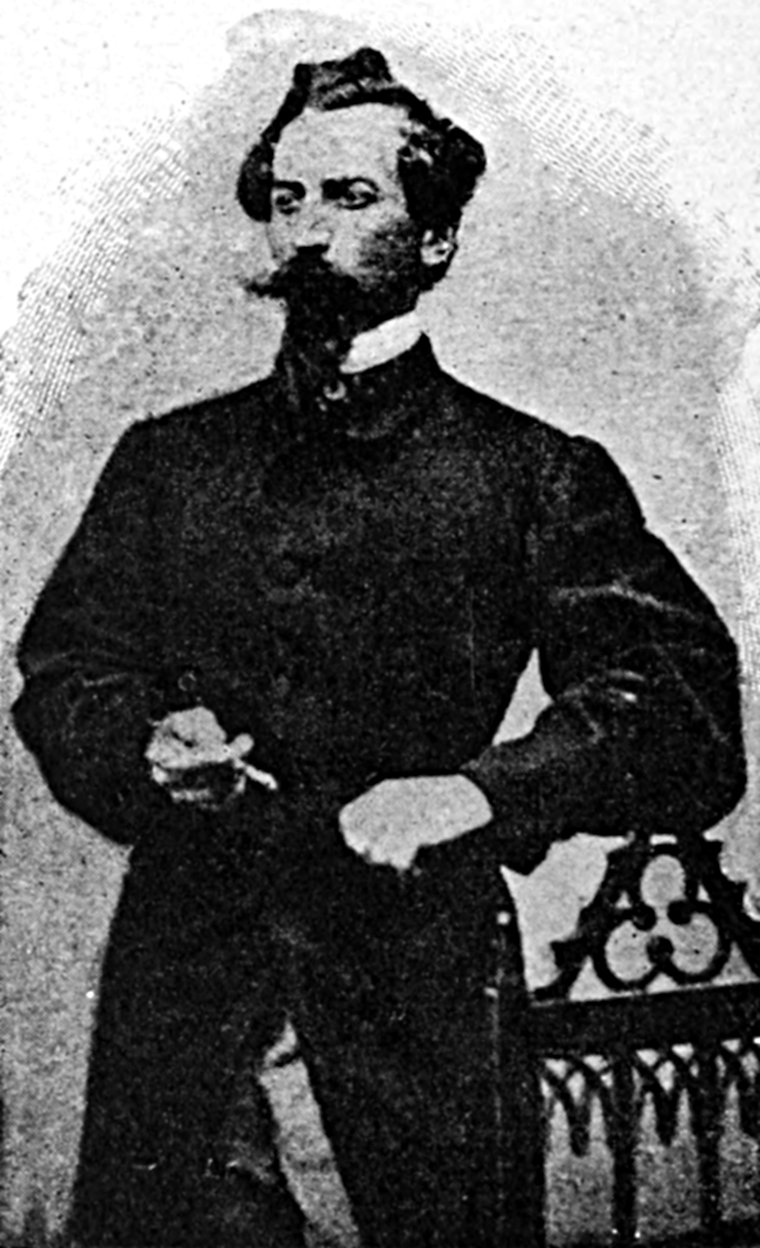
Francesco Nullo dal libro Storia dei Mille

Il 4 maggio 1863 i militari si trovarono alla frontiera con la Galizia per la conquista di Olkysz, ma vennero attaccati all'alba del giorno dopo presso Krzykawka dall'esercito russo. Il colonnello fu colpito a morte con altri undici mentre gli altri, compreso il Caroli furono fatti prigionieri, dopo aver seppellito il loro comandante. Furono trattenuti nella prigione di Olkyrs e poi trasferiti a Czestochowa e a Varsavia. Nel giugno del medesimo anno, furono processati dal tribunale militare cittadino e condannati a morte mediante capestro. Caroli, pur rifiutando la grazia chiese di essere giustiziato con la fucilazione; invece la pena fu commutata in dodici anni di esilio in Siberia ai lavori forzati. I condannati furono trasferiti il 3 luglio 1863 a Pietroburgo e poi a Mosca dove vennero spostati in telega fino a Tobol'sk e da qui a piedi fino alle cave di argilla di Petrovskij Zavod. L'anno successivo Luigi Caroli fu spostato a Aleksandrovskij Zavod e poi a Kadajà in Siberia.
Durante la prigionia Caroli e i prigionieri cercarono di mantenere fiducia nell'attesa che la situazione si sviluppasse a loro favore, in particolar modo gli scontri della Russia contro gli alleati francesi, inglesi e italiani cercando anche di preparare un sollevamento delle truppe russe nella regione di Amur.
Caroli cercò di usare il poco tempo libero dedicandosi allo studio delle lingue come il tedesco e l'inglese nonché del russo. Approfondì la conoscenza della storia e della filosofia traducendo brani e scrivendo poesie che furono poi consegnate alla famiglia dal francese Émile Andreoli. Si impegnò anche approfondendo gli studi storici, filosofici, politici ed economici; scrisse una relazione sulla preparazione e relativa spedizione in Polonia, che fu poi pubblicata nel 1938 sul giornale di Bergamo Bergomum
(Bergamaschi caduti combattendo per la libertà dei popoli-Bergomun 1938)
Tradusse e scrisse poesie di cui rimane testimonianza nei documenti consegnati dopo la sua morte dall'Andreoli alla famiglia, che per un certo periodo riuscì a mantenere i contatti, e che sollecitava i governi e lo zar per la sua liberazione. Si ammalò però gravemente di infezione cerebrale agli inizi del mese di giugno del 1865, senza possibilità di avere una cura. Era anche molto deluso, temendo che la sua famiglia lo avesse abbandonato per poter godere dei suoi beni. Pare che negli ultimi giorni della sua agonia la sorella Elisa riuscì a fargli avere una miniatura di Giuseppina. Morì l'8 giugno dopo una grande sofferenza. Fu sepolto sul colle vicino a Kadajà. Gli altri prigionieri ottennero la grazia e la liberazione nel 1866 con il ritorno in patria entro il 1867.
Di Luigi Caroli si conservano due ritratti realizzati da Giovanni Carnovali e Giacomo Gritti.
La cittadinanza di Bergamo l'8 settembre 1897 depose una lapide in piazza Vecchia a memoria dei garibaldini morti in Polonia e sui campi di prigionia in Siberia.  Alla cerimonia partecipò la sorella di Caroli, Elisa, sposata con il pittore Pietro Agliardi. Bergamo, Milano e altre località italiane gli hanno intitolato una strada.